# 益普索
益普索市場研究股份公司（Ipsos Limited），是一家成立於法國巴黎的市場研究公司。

## 历史
Didier Truchot於1975年在法國成立益普索，1999年在巴黎證券所上市。不同於其他市場研究公司，益普索是少數由研究專業人士領導並管理的市場調查公司。

## 业务
益普索台灣成立於2003年，致力於協助客戶對於市場進行專業且完整的產業研究及深入剖析以快速掌握市場趨勢與脈動。我們豐富的專業研究涵蓋了許多不同領域，例如廣告前後測研究、品牌及通路研究、行銷研究、品牌偵測、客戶滿意度調查、忠誠度研究、神秘客調查、資料收集與處理，和醫藥、汽車檢測及金融服務研究。我們的服務客戶橫跨不同產業包含:民生快速消費品、金融服務、汽車、電信/資訊、醫療保健等。

## 外部連結
- 益普索官方網站 （页面存档备份，存于）

1. ↑  . businessweek.com. BusinessWeek.   [27 September 2012]. （原始内容存档于2012年10月23日）.